# Бладрейн 2: Звільнення
«Бладрейн 2: Звільнення» (англ. BloodRayne II: Deliverance) — бойовик режисера Уве Болла.

## Сюжет
Репортер Chicago Chronicle приїжджає в богом забуте містечко для того щоб зробити репортаж про Дикий Захід, потрапляє в епіцентр містичного протистояння. Банда на чолі з 357-річним вампіром Біллі Кідом тероризує місцевих жителів, обертаючи чоловіків в кровососів — Біллі створює армію вампірів, яка необхідна йому, щоб створити Новий Світ. Єдина людина, здатна протистояти упирю, це вампір Бладрейн, і разом з репортером, священиком і фермером вона дає відсіч нечисті.

## У ролях
- Наташа Мальте — Рейн
- Зак Ворд — Біллі Кід
- Майкл Паре — Пет Гарретт
- Кріс Коппола — Ньютон Палі
- Кріс Спенсер — бармен Боб
- Брендан Флетчер — Мюллер
- Сара-Джейн Редмонд — Марта
- Майкл Тіган — Slime Bag Franson
- Майкл Еклунд — Проповідник
- Джон Новак — шериф Кобден
- Тайрон Лейтсо — Флітвуд
- Джоделль Ферланд — Саллі
- Майк Допуд — Флінтлок Хоган
- Вінсент Гейл — Мік
- Джон Тенч — Моффат
- Майкл Робінсон — мер Франклін Голден
- Тая Калічетто — Мері
- Араш Вірані — кулеметник
- Керрі Гензел — Бернадетт
- Джемі Світч — Вінс
- Стеффен Меннекс — Кентуккі
- Алана Дроздюк — жінка у борделі
- Коул Геппелл — Вільям
- Ейдан Вільямсон — Джессі
- Доріс Бломгрен — старуха
- Кріс Бенкс — городянин